# Eucomis vandermerwei
Eucomis vandermerwei är en sparrisväxtart som beskrevs av Frans Verdoorn. Eucomis vandermerwei ingår i släktet tofsliljor, och familjen sparrisväxter. Inga underarter finns listade i Catalogue of Life.

## Bildgalleri

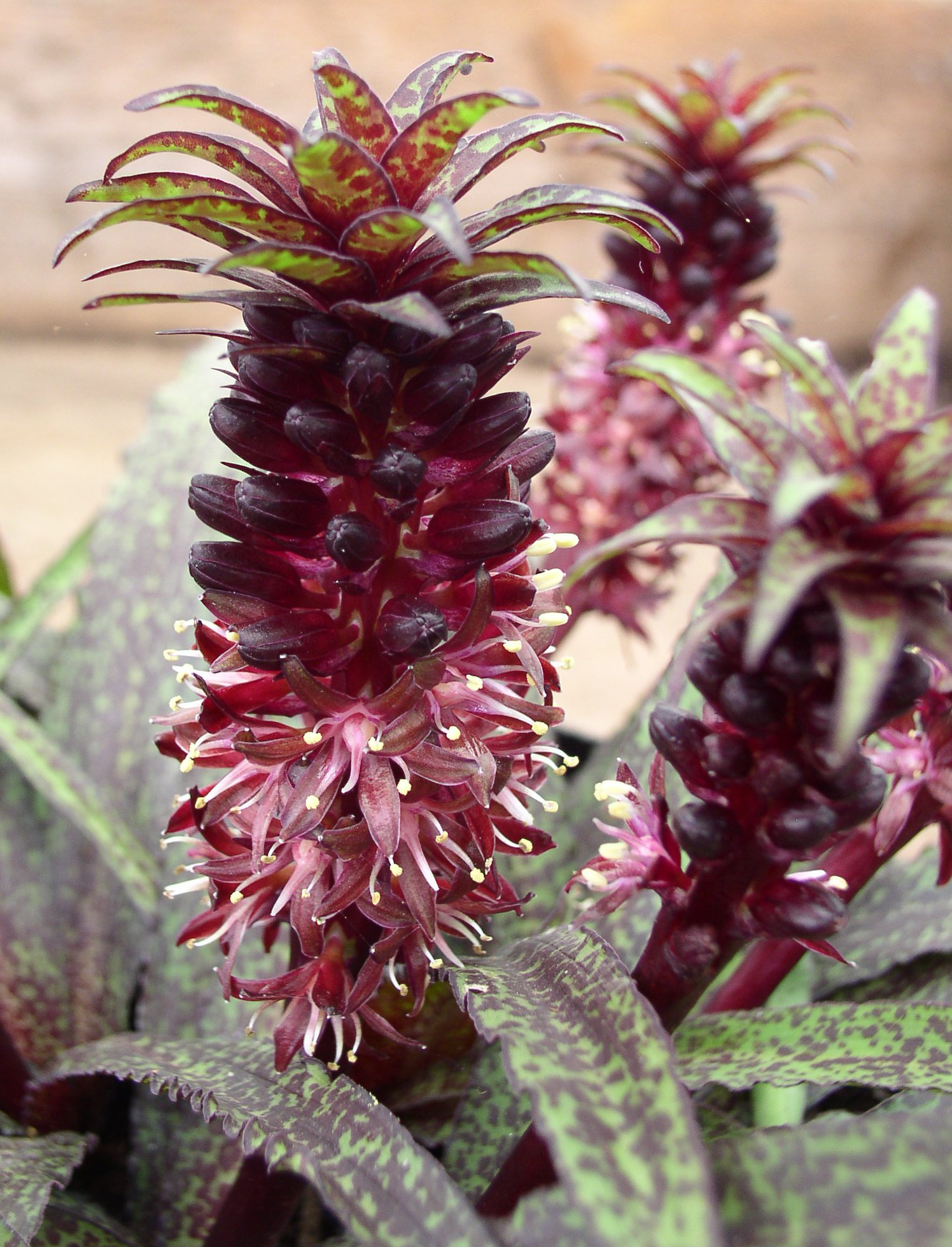
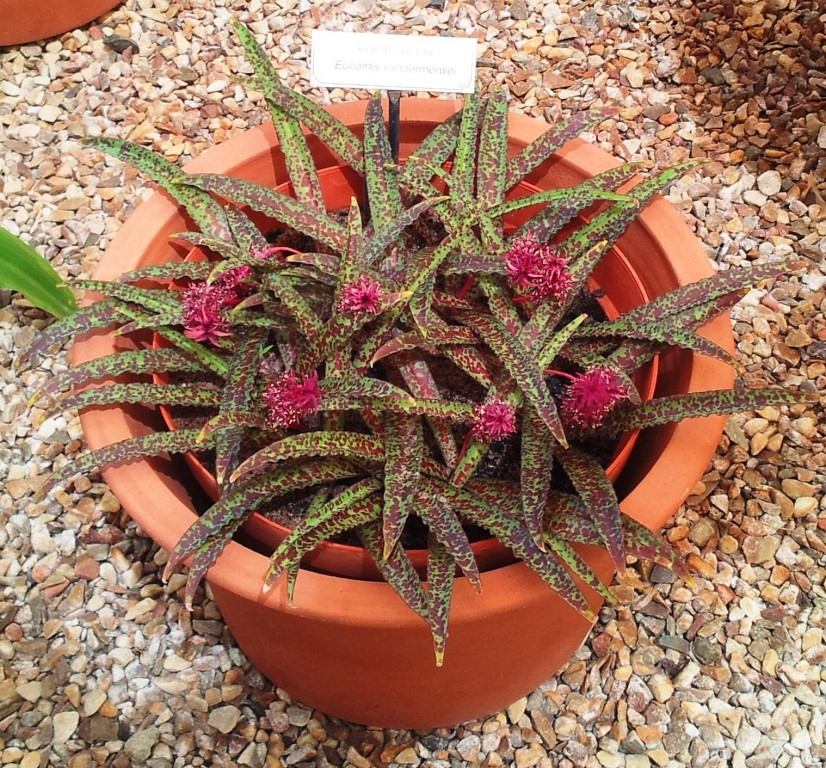